# Ткач Дмитро Григорович
Дмитро Григорович Ткач (12 квітня 1907, село Попенки, тепер Рибницького району, Молдова — ?) — молдавський радянський державний і комуністичний діяч, секретар ЦК КП Молдавії. Член ЦК Комуністичної партії Молдавії. Депутат Верховної Ради СРСР 3—4-го скликань.

## Життєпис
З 1935 по 1939 рік — на літературній та журналістській роботі.
Член ВКП(б) з 1938 року.
З січня 1940 по вересень 1943 року — в Червоній армії, учасник німецько-радянської війни. Служив старшим інструктором 7-го відділення політичного відділу 9-ї армії Південного фронту.
У 1944—1947 роках — відповідальний редактор газети «Молдова сочіалісте».
2 грудня 1949 — 29 серпня 1952 року — секретар ЦК КП(б) Молдавії.
У 1952—1954 роках — слухач Вищої партійної школи при ЦК КПРС.
7 липня 1954 — 29 січня 1960 року — секретар ЦК КП Молдавії.
У 1960—1963 роках — завідувач відділу Ради міністрів Молдавської РСР.
У 1963—1972 роках — начальник Архівного управління при Раді міністрів Молдавської РСР.
З 1972 року — персональний пенсіонер у місті Кишиневі. 

## Звання
- старший політрук
- майор

## Нагороди
- орден Леніна
- орден Вітчизняної війни ІІ ст. (6.04.1985)
- орден Трудового Червоного Прапора
- орден «Знак Пошани»
- орден Дружби народів (1977)
- медаль «За відвагу» (13.05.1942)
- медаль «За оборону Кавказу» (1944)
- медаль «За перемогу над Німеччиною у Великій Вітчизняній війні 1941—1945 рр.» (1945)
- медалі